# Шалкхам
Шалкхам (њем. Schalkham) општина је у њемачкој савезној држави Баварска. Једно је од 35 општинских средишта округа Ландсхут. Према процјени из 2010. у општини је живјело 957 становника. Посједује регионалну шифру (AGS) 9274179.

## Географски и демографски подаци
Шалкхам се налази у савезној држави Баварска у округу Ландсхут. Општина се налази на надморској висини од 430 метара. Површина општине износи 22,7 km². У самом мјесту је, према процјени из 2010. године, живјело 957 становника. Просјечна густина становништва износи 42 становника/km².